# Naum Nim
Naum Nim (ur. 16 lutego 1951 w Boguszewsku) - dziennikarz rosyjski, redaktor naczelny kwartalników "Index - dossier na cenzuru" oraz "Niewola".